# Proyección de Werner

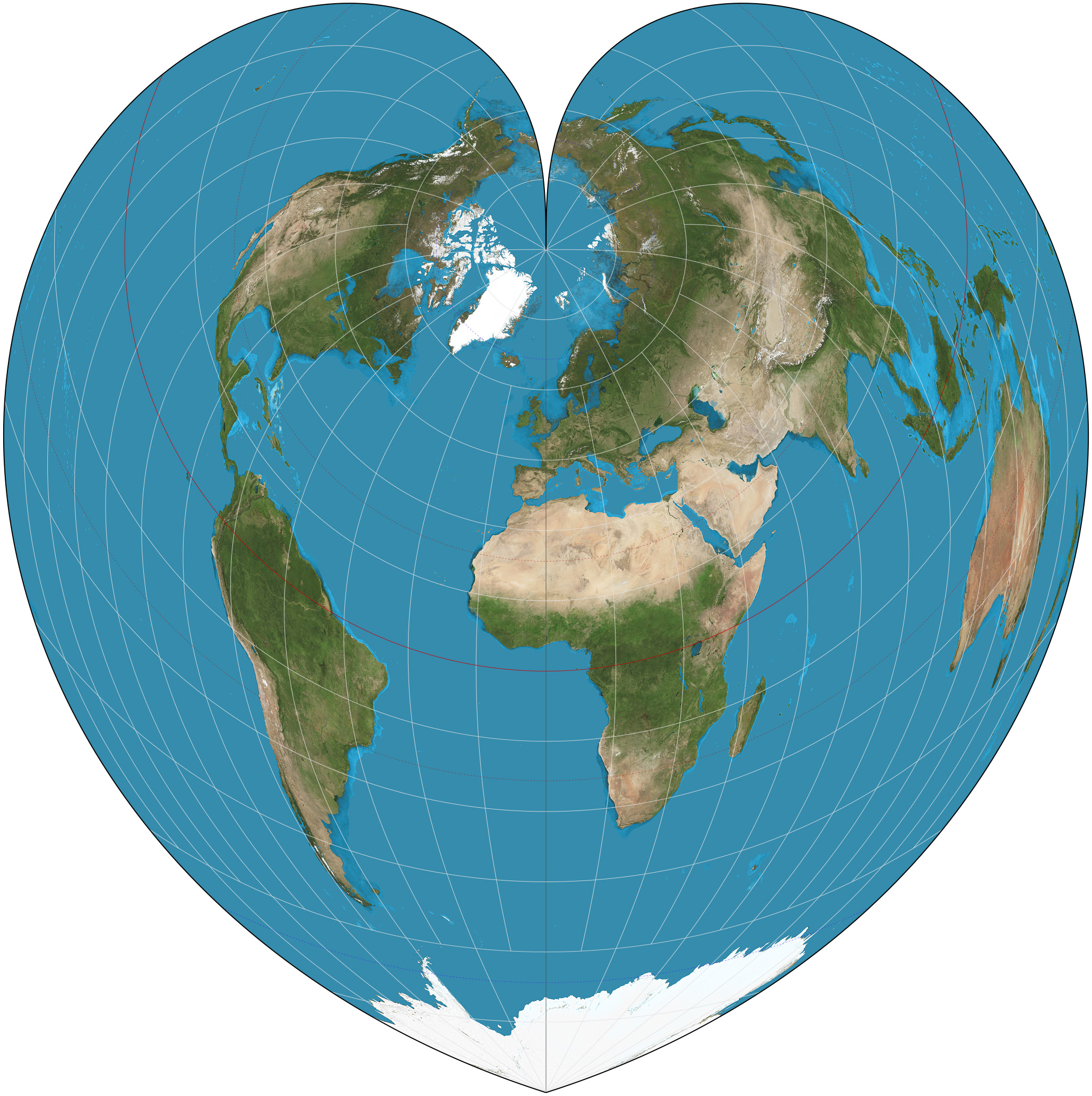
Mapamundi con proyección Werner.

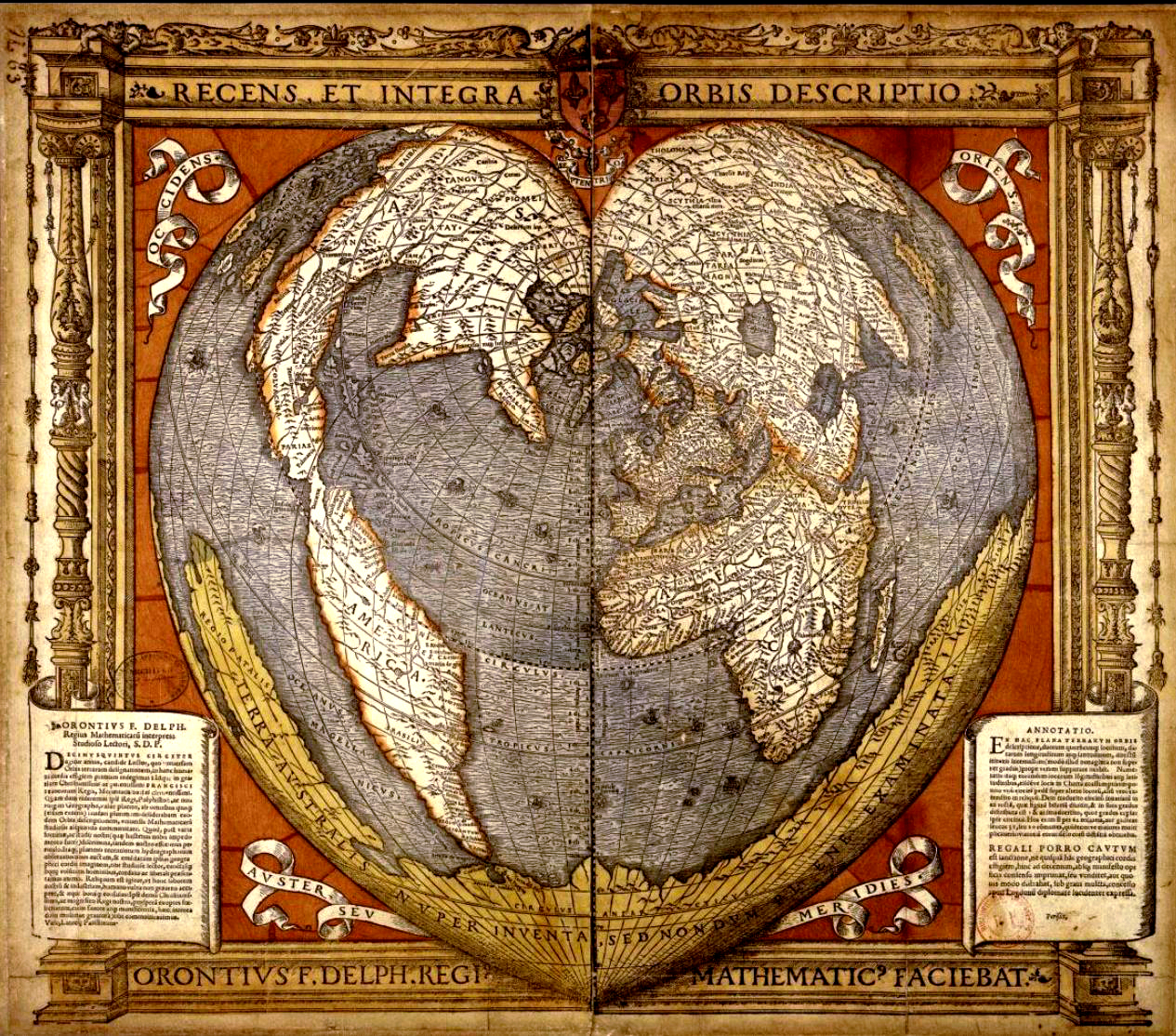
Mapamundi con proyección Werner (Recens et integra orbis descriptio, París, 1536).

La proyección de Werner es una proyección cartográfica pseudocónica que conserva las áreas de las superficies representadas, utilizada en mapamundis. También es denominada proyección Stab-Werner o Stabius-Werner. Al igual que otras proyecciones en forma de corazón, también se categoriza como cordiforme. 
Esta proyección fue desarrollada por dos autores: Johannes Werner (1468-1522), párroco alemán de Nuremberg, hombre que promovió y refinó esta proyección que había sido desarrollada antes por un amigo y colaborador suyo, el cartógrafo austríaco Johannes Stabius (Stab) de Viena alrededor de 1500.
La proyección es una forma límite de la proyección de Bonne, que tiene su paralelo estándar en uno de los polos (90°N/S). Las distancias a lo largo de cada paralelo y a lo largo del meridiano central son correctas, al igual que todas las distancias desde el polo norte.